# Turin (Georgia)
Turin es un pueblo ubicado en el condado de Coweta en el estado estadounidense de Georgia. En el censo de 2000, su población era de 165.

## Demografía
En el 2000 la renta per cápita promedia del hogar era de $50,000, y el ingreso promedio para una familia era de $55,375. El ingreso per cápita para la localidad era de $19,994. Los hombres tenían un ingreso per cápita de $23,125 contra $21,771 para las mujeres.

## Geografía
Turin se encuentra ubicado en las coordenadas 33°19′36″N 84°38′3″O / 33.32667, -84.63417 (33.326798, -84.634064).
Según la Oficina del Censo, la localidad tiene un área total de 3,3 km² (1,3 mi²), de la cual 3,3 km² (1,3 mi²) es tierra y 0 km² (0 mi²) (0.00%) es agua.